# معركة درفناكيا
معركة درفناكيا (بالإنجليزية: Battle of Dervenakia)‏ هي إحدى معارك حرب الاستقلال اليونانية عن الحكم العثماني، وقعت هذه المعركة في يوم 26 يوليو 1822 بين قوات الدولة العثمانية وقوه من المتمردين اليونانين بقيادة ثيودوروس كولوكوترونيس وتعد المعركة واحده من أهم معارك حرب الاستقلال اليونانية وانتهت المعركة بانتصار القوات اليونانية مع خسائر كبيره للقوات العثمانية تحت قيادة محمود باشا الدراملي .

## خلفية الأحداث
بعد الانتصار اليوناني في معركة فاسيليكا في العام 1821، صُدّ الجيش العثماني من دخول منطقة أتيكا وبيلوبونيز، وبحلول صيف العام 1822 كان العثمانيون قد تجهزوا للقيام بمحاولة أخرى للمسير جنوبًا والقضاء على التمرد اليوناني. جهّز العثمانيون جيشًا قوامه 20.000 رجلًا و8000 خيالة بإمدادات كافية وإمكانيات نقل في مقاطعة لاريسا، والذي أُسندت قيادته إلى محمود باشا الدراملي والي ذراما؛ ويعتبر الجيش الأكبر في اليونان منذ سلسلة الحروب بين الدولة العثمانية وجمهورية البندقية. كان يُنتظر من دراملي أن يسحق التمرد اليوناني عبر المسير إلى كورنث، وفكّ الحصار عن حامية نافبليو وإعادة السيطرة على موريا، في تريبولي. اتّسمت أحوال العثمانيين العسكرية آنذاك بكونها أفضل مقارنة بالسنة التي سبقتها، في حين أن وضع اليونانيين كان في أسوأ حالاته نظرًا للاقتتال الداخلي والصدامات بين قادتهم الذين فشلوا في التعاون فيما بينهم للإعداد المناسب لصدّ حملة محمود باشا الدراملي.

## بدء الحملة واستعادة السيطرة على كورنث
في بدايات شهر يوليو، انطلقت حملة الدراملي من زيتونيون (لمياء المعاصرة) وحققت نجاحًا مبدئيًا. لم يستعد اليونانيون بشكل كافٍ، وهكذا لم يتمكنوا من مهاجمة جيش الدراملي، وبحلول 17 يوليو استطاع الدراملي استعادة السيطرة على كورنث التي فرّ منها حاميتها اليونانية. رغم ذلك، قرر الدراملي ألا يُعيد الاستيلاء على أثينا، والتي سقطت بيد اليونانيين في 21 يونيو. في كورنث، عقد الدراملي مجلس شورى عسكري للبت في الخطوات التالية. في ظلّ التقدم السريع الذي حظي به ونظرًا للانهيار العسكري لدى اليونانيين، تشجّع الدراملي واقترح أن يسيّر جيشه بالكامل نحو نافبليو. لقي اقتراحه هذا معارضة من طرف يوسف باشا وعلي باشا اللذين أشارا عليه بدلًا من ذلك تعزيز مواقعهم العسكرية في كورنث وبناء قوة بحرية ذات سطوة في الخليج الساروني. رفض الدراملي هذه المشورة وقرر مواصلة الزحف نحو نافبليو.

## حصار نافبليو
مرّ جيش الدراملي في مضيق جبلي يُعرف باسم درفناكيا (تريتوس) وفي 24 يوليو وصل إلى أرغوس. مثّل هرب الحكومة اليونانية من أرغوس دون إطلاق رصاصة واحدة للدفاع عنها ضربة قاصمة لسمعتها لم تُشف منها أبدًا إذ أدان العديد من اليونانيين حكومتهم التي وصفوها بالجبانة. في وقت سابق من ذلك العام، ارتكب العثمانيون مذبحة خيوس، ونقل الفارّون من جزيرة خيوس إلى البر اليوناني الرئيسي قصصًا مروعة لمجريات القتل، والاغتصاب، والاستعباد. بثّت أخبار حملة الدراملي باشا الرعب في جميع أرجاء موريا. عُهد إلى المانيوت مهمة إيقاف تقدم العثمانيين، ولكنهم بدلًا من ذلك نهبوا اللاجئين اليونانين، وهو ما دفع الكولونيل توماس غوردون أن يعلّق ساخرًا أن المانيوت «كانوا سيعتبرونها إهانة لو أنهم عادوا إلى جبالهم فقراء كما غادروها».
لم يترك الدراملي باشا حرّاسًا في درفناكيا ولم ينشئ مواقع عسكرية لقواته في الممرات الجبلية التي كانت تكشف صفوف جيشه. أرسل الدراملي أمامه فرقة خيالة لتنضم إلى القوة العثمانية في نافبليو التي كانت على وشك الاستسلام. تمكن الدراملي من أسر رهائن يونانيين باعتبارهم ضمانًا لسلامة الرهائن المسلمين في حوزة اليونانيين.

## الحصار في أرغوليس
عند وصول الدراملي إلى أرغوس، وجد أن قلعتها، لاريسا، محروسة حراسة جيدة، وأن الأسطول العثماني الذي كان من المقرر الالتقاء به في نافبليو كان في الواقع في باتراس. كان من الأجدر بالدراملي الانسحاب مباشرة إلى كورنث، حيث يمكنه طلب الإمدادات من باتراس. ولكنه بدلًا من ذلك شن هجومًا على القلعة. صمد اليونانيون بإمرة ديميتريوس يبسلانتيس 12 يومًا ودافعوا بشراسة عن القلعة قبل أن يضطروا للهروب منها بسبب نفاد موارد المياه، وتسللوا ليلًا عبر الخطوط العثمانية.